# Figue (pâtisserie)
Pour les articles homonymes, voir Figue (homonymie).
 (signalé en août 2025).
Si vous disposez d'ouvrages ou d'articles de référence ou si vous connaissez des sites web de qualité traitant du thème abordé ici, merci de compléter l'article en donnant les références utiles à sa vérifiabilité et en les liant à la section « Notes et références ».
- Archive Wikiwix
- Bing
- Cairn
- DuckDuckGo
- E. Universalis
- Gallica
- Google
- G. Books
- G. News
- G. Scholar
- Persée
- Qwant
- (zh) Baidu
- (ru) Yandex
- (wd) trouver des œuvres sur Wikidata

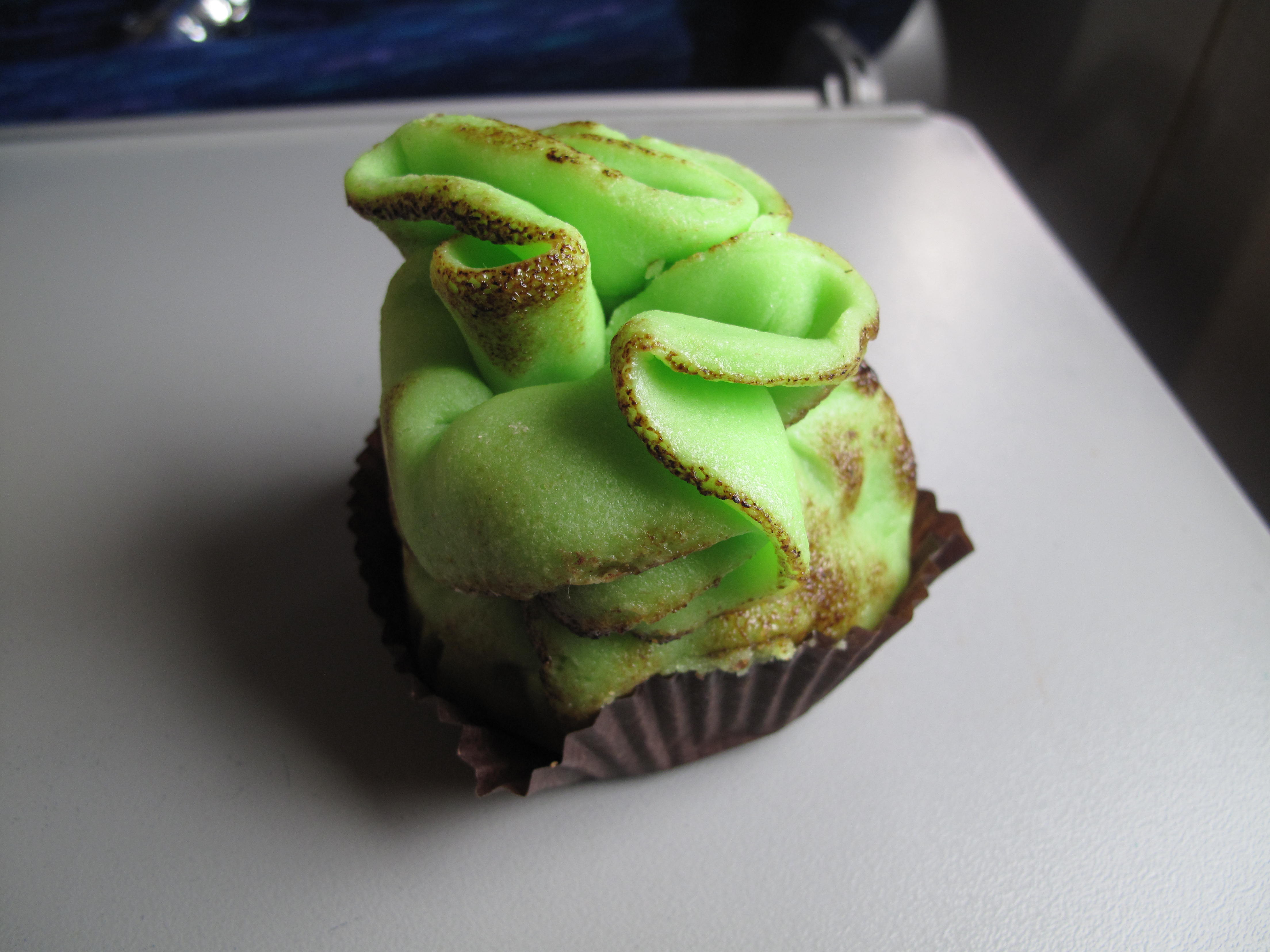
Une figue

 La figue est une pâtisserie à base de pâte d'amande de couleur verte. Selon les régions de France, cette pâtisserie connaît des variations. Dans le Sud de la France, l'intérieur est composé de génoise et de crème de marron. Dans le nord-est du pays, on trouve des versions constituées d'un chou fourré de crème pâtissière généralement aromatisée au grand Marnier et garnie de fruits confits.
Le fourrage de la pâtisserie peut également être une génoise et une crème au beurre parfois chocolatée ou encore un appareil au chocolat.
Certains pâtissiers utiliseraient aussi plutôt une base de pâte sablée et beurrée rappelant le sablé breton.
La forme de la pâtisserie rappelle celle du fruit homonyme.
On trouve des versions en forme de patate (saupoudrée de cacao) ou de cochon, recouvertes de pâte d'amande blanche et rose respectivement.

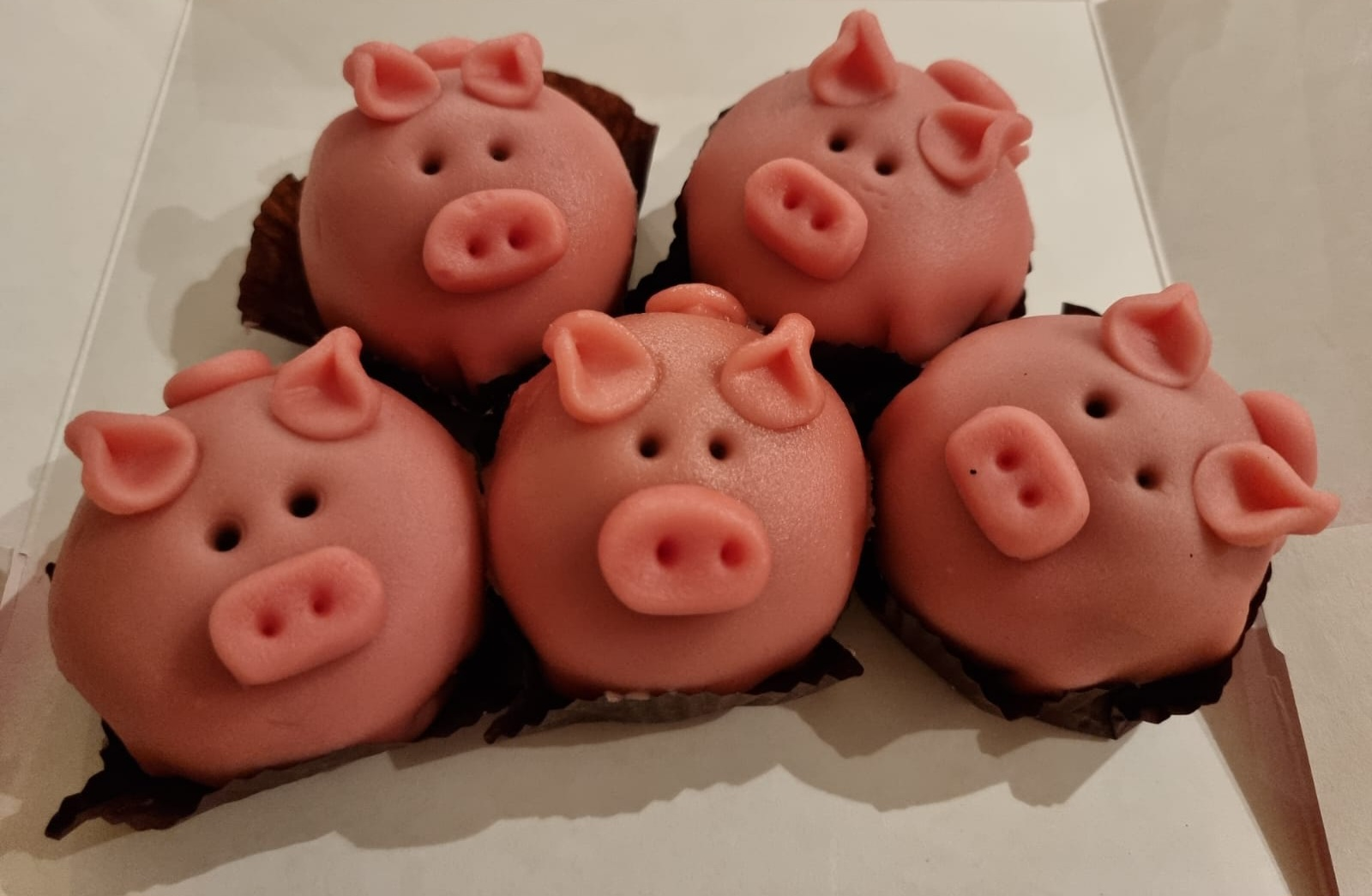